# Euagrus rothi
Espèce
Euagrus rothi est une espèce d'araignées mygalomorphes de la famille des Euagridae.

## Distribution
Cette espèce est endémique d'Arizona aux États-Unis,. Elle se rencontre dans le comté de Pima dans les Baboquivari Mountains.

## Description
La carapace du mâle holotype mesure 3,2 mm de long sur 2,5 mm.

## Étymologie
Cette espèce est nommée en l'honneur de Vincent Daniel Roth.

## Publication originale
- Coyle, 1988 : A revision of the American funnel-web mygalomorph spider genus Euagrus (Araneae, Dipluridae). Bulletin of the American Museum of Natural History, no 187, p. 203-292 (texte intégral).